# Indo-Asian News Service

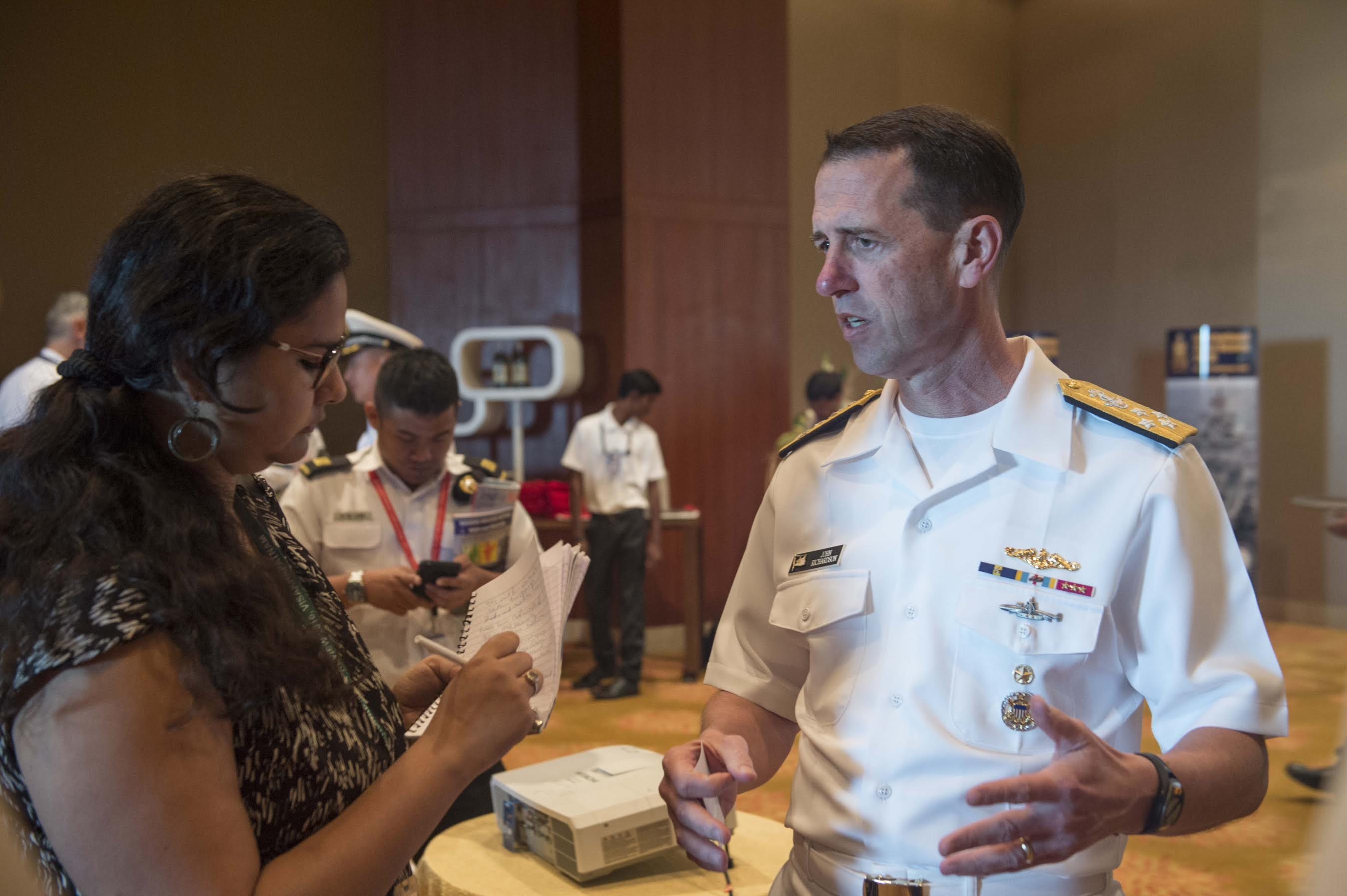
El Jefe de Operaciones Navales, el Almirante John Richardson, conversando con la periodista Anaji Ojha del IANS durante la Revisión de la Flota Internacional de la India (IFR) en 2016.

Indo-Asian News Service (IANS) es una agencia de noticias privada india.
El IANS fue fundada por el editor indoestadounidense Gopal Raju como India Abroad News Service. Más tarde se cambió el nombre a Indo-Asian News Service. El IANS tiene oficinas principales ubicadas en Noida. IANS informa sobre la India con noticias, opiniones y análisis sobre el país a través de una amplia gama de temas. Noticias, características y vistas desde el subcontinente llegan a los suscriptores a través de Internet.

## Servicios
Mientras IANS es conocido principalmente como una agencia de noticias en inglés y en hindi, también tiene una división editorial que actualmente produce diarios y publicaciones periódicas para otros clientes en la industria de los medios de comunicación. IANS también opera un servicio de noticias móvil.